# Четыре пера (фильм, 1939)
«Четыре пера» (англ. The Four Feathers) — четвёртая по счёту и классическая британская экранизация одноимённого приключенческого романа Альфреда Мейсона (1902) о битве за Омдурман в 1898 году. Поставлена в 1938 году Золтаном Кордой на лондонской студии его брата Александра.

## Сюжет
Лондон, начало 1890-х годов. Гарри Фэвершем — наследник славных военных традиций своих предков — должен отбыть с товарищами по военной школе в Судан в составе экспедиции генерала Китченера. Однако его сердце принадлежит Этне Барроус, и ради медового месяца с невестой он отказывается от участия в подавлении восстания махдистов.
Отплывшие к берегам Африки товарищи Дарренс, Барроус и Уиллоуби присылают ему свои визитные карточки, в которые вложено по белому перу (символ трусости в британской армии). Вытащив четвёртое перо из веера невесты, пристыженный Фэвершем принимает решение любой ценой реабилитироваться в глазах однокашников. По прибытии в Каир он переодевается в наряд немого бедуина, чтобы инкогнито совершить путешествие по раскалённой пустыне в столицу махдистов — Омдурман…

## Значение
Эпический фильм «Четыре пера», который вдохновлял Дейвида Лина при работе над «Лоуренсом Аравийским», вошёл в историю как эталон т. н. колониалистского кино, которое было популярно в Великобритании в предвоенный период. Милитаристские и патриотические темы захлестнули английское кино в эпоху, когда стала очевидной неизбежность новой большой войны в Европе. Съёмки грандиозных батальных сцен проходили в Судане с участием ветеранов кампании 1895 года. Картина снята в ярком текниколоре.

## Признание
- Фильм был отобран для участия в дебютном Каннском кинофестивале 1939, который был прерван и не состоялся в связи с началом Второй мировой войны[2].
- Операторская работа Жоржа Периналя была выдвинута на соискание премии «Оскар».

## В ролях
- Джон Клементс[англ.]
- Ральф Ричардсон — капитан Джон Дюрранс
- Обри Смит
- Джун Дюпре
- Джон Лори — Халифа